# Unigrid
Unigrid AB var ett svenskt IT-företag. IT-avdelningen hos Statens Järnvägar (SJ-Data) blev Unigrid AB när Statens Järnvägar bolagiserades den 1 januari 2001. Unigrid med 250 anställda  ägdes av Svenska staten genom AB Swedcarrier och såldes redan i juli 2001 till norska EDB Business Partners AS helägda dotterbolag EDB Teamco AS  och Cap Gemini Ernst & Young AB  för 218 miljoner SEK. EDB köpte driftavdelningen med omkring 100 anställda för 117 miljoner NOK. Cap Gemini Ernst & Young AB köpte systemutveckling och underhåll av lösningar för resor, transport och logistik. 